# فرودگاه بوکارتن
فرودگاه بوکارتن (به انگلیسی: Boca Raton Airport) یک فرودگاه همگانی بهره‌برداری هوایی با کد یاتا BCT است که یک باند فرود آسفالت دارد و طول باند آن ۱۹۱۳ متر است. این فرودگاه در شهر بوکا راتون، فلوریدا کشور ایالات متحده آمریکا قرار دارد و در ارتفاع ۴ متری از سطح دریا واقع شده‌است.